# Warm Showers
Warm Showers ist ein gemeinnütziges Gastfreundschaftsnetzwerk für Menschen, die Fahrradtouren unternehmen. Die Plattform ist eine Sharing Economy – Gastgeber sollen keine Gebühren für die Unterkunft erheben und sind nicht verpflichtet jeden Gast aufzunehmen. Die Plattform ist über eine mobile App und eine auf Drupal-Software basierende Website zugänglich. Die Website wird von Skvare, LLC, einem Webhosting-Dienst, gehostet. Warm Showers ist eine gemeinnützige Organisation gemäß Colorado 501 (c) (3) mit Sitz in Boulder, Colorado, USA.
Die Plattform wurde als Unterstützungsnetzwerk für Radfahrer beschrieben, dessen Mitglieder kostenlose Annehmlichkeiten und Dienstleistungen wie Mahlzeiten und Unterkunft anbieten können.
Rough Guides empfiehlt Warm Showers zur Verbesserung der Sicherheit von Solo-Radfahrerinnen. Warm Showers hilft Fahrradreisenden, die Unabhängigkeit durch Camping und Hotels mit Gelegenheiten für soziale Begegnungen in Einklang zu bringen. Warm Showers wirkt sich sowohl sozial als auch wirtschaftlich positiv auf ländliche Gemeinden aus. Viele Benutzer der Plattform sind Radfahrer aus gesundheitlichen Gründen oder um ihren CO2-Fußabdruck zu verringern und umweltfreundlich zu sein. Die Organisation erhielt Spenden in Höhe von 100.641 US-Dollar im Jahr 2015, 84.009 Dollar im Jahr 2016 und 115.324 Dollar im Jahr 2017.

## Geschichte
Ein kanadisches Paar, Terry Zmrhal und Geoff Cashmen, gründete Warm Showers im Jahr 1993. Sie erstellten eine Datenbank aus den bestehenden Mitgliedern von Radsport-Gastgeber-Organisationen. Im Jahr 1996 wurde Roger Gravel für die Plattform verantwortlich. Im Jahr 2005 erstellte Randy Fay die Website, basierend auf der vorhandenen Datenbank. Am 15. November 2009 wurde die Plattform zu Open-Source-Software. Es gab seitdem 15 Mitwirkende und 7 Releases.
Am 22. Januar 2012 begann die Open-Source-Entwicklung der mobilen App für Android und hatte 11 Mitwirkende. Randy Fay ist der Entwickler mit den meisten Commits für Website und Android-App. Am 7. Oktober 2012 begann die Open-Source-Entwicklung der mobilen App für iOS und hatte zwei Mitwirkende. Im Jahr 2017 war Seth Portner der Geschäftsführer, Vorstandsvorsitzender war Len Bulmer und die Vorstandsmitglieder waren Cyril Wendl, Russel Workman, Stephanie Verwys, Ken Francis, Jack Turner und Bruce Squire.

## Mitgliederstatistik
| Datum       | Mitglieder                     | Quelle |
| ----------- | ------------------------------ | ------ |
| April 2009  | 7.500                          | [ 21 ] |
| August 2014 | 50.000                         | [ 18 ] |
| April 2017  | 89.000; davon 39.000 Gastgeber | [ 3 ]  |
| April 2018  | 85.000 Mitglieder              | [ 2 ]  |

## Gastfreundschaftsanfragen
Warm Showers gewährt vertrauenswürdigen Wissenschaftlerteams Zugang zu seinen anonymisierten Daten, um Erkenntnisse zum Nutzen der Menschheit zu ermöglichen. Im Jahr 2015 ergab eine Analyse von 97.915 Gastfreundschaftsanfragen von BeWelcome und 285.444 Gastfreundschaftsanfragen von Warm Showers allgemeine Regelmäßigkeit – je weniger Zeit für das Schreiben einer Gastfreundschaftsanfrage aufgewendet wird, desto geringer ist die Erfolgswahrscheinlichkeit. Da beide Netzwerke durch Altruismus geprägt sind, sendet die Kommunikation mit geringem Aufwand, auch als „Copy and Paste Requests“ bezeichnet, offensichtlich das falsche Signal.